# 弗兰克韦勒
弗兰克韦勒是德国莱茵兰-普法尔茨州的一个市镇。总面积6.86平方公里，总人口911人，其中男性451人，女性460人（2011年12月31日），人口密度133人/平方公里。

## 照片库

弗兰克韦勒 - Frankweiler
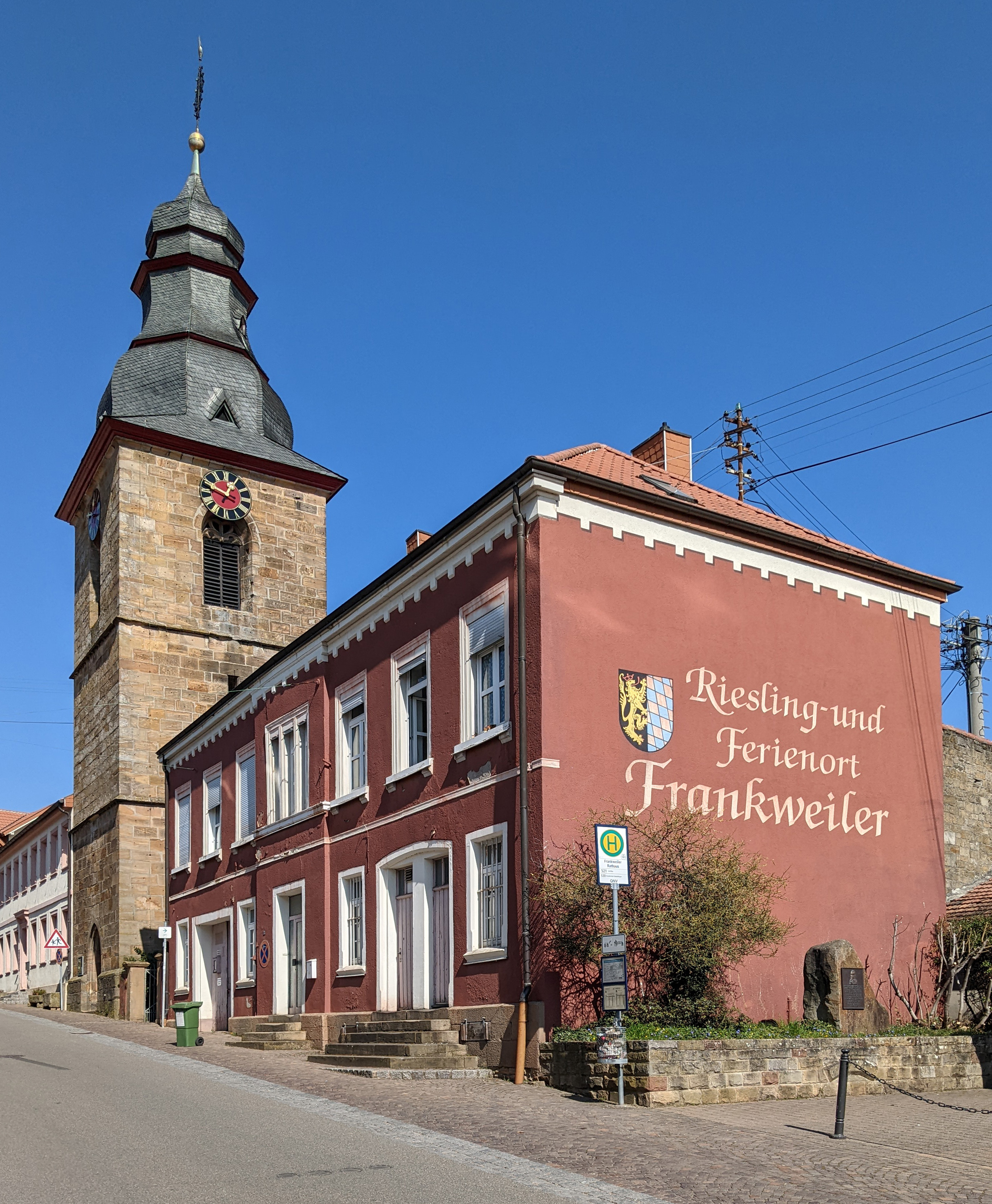
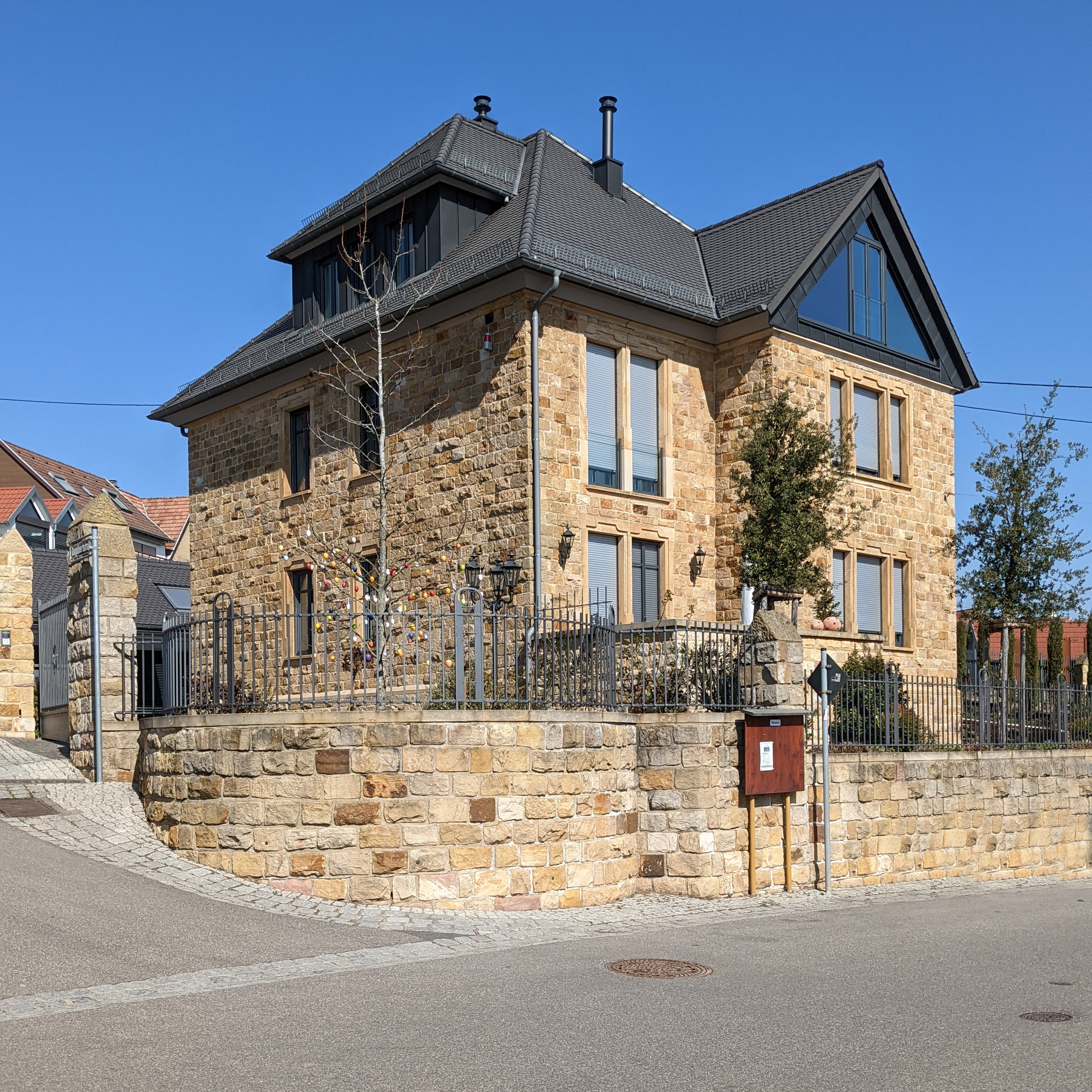
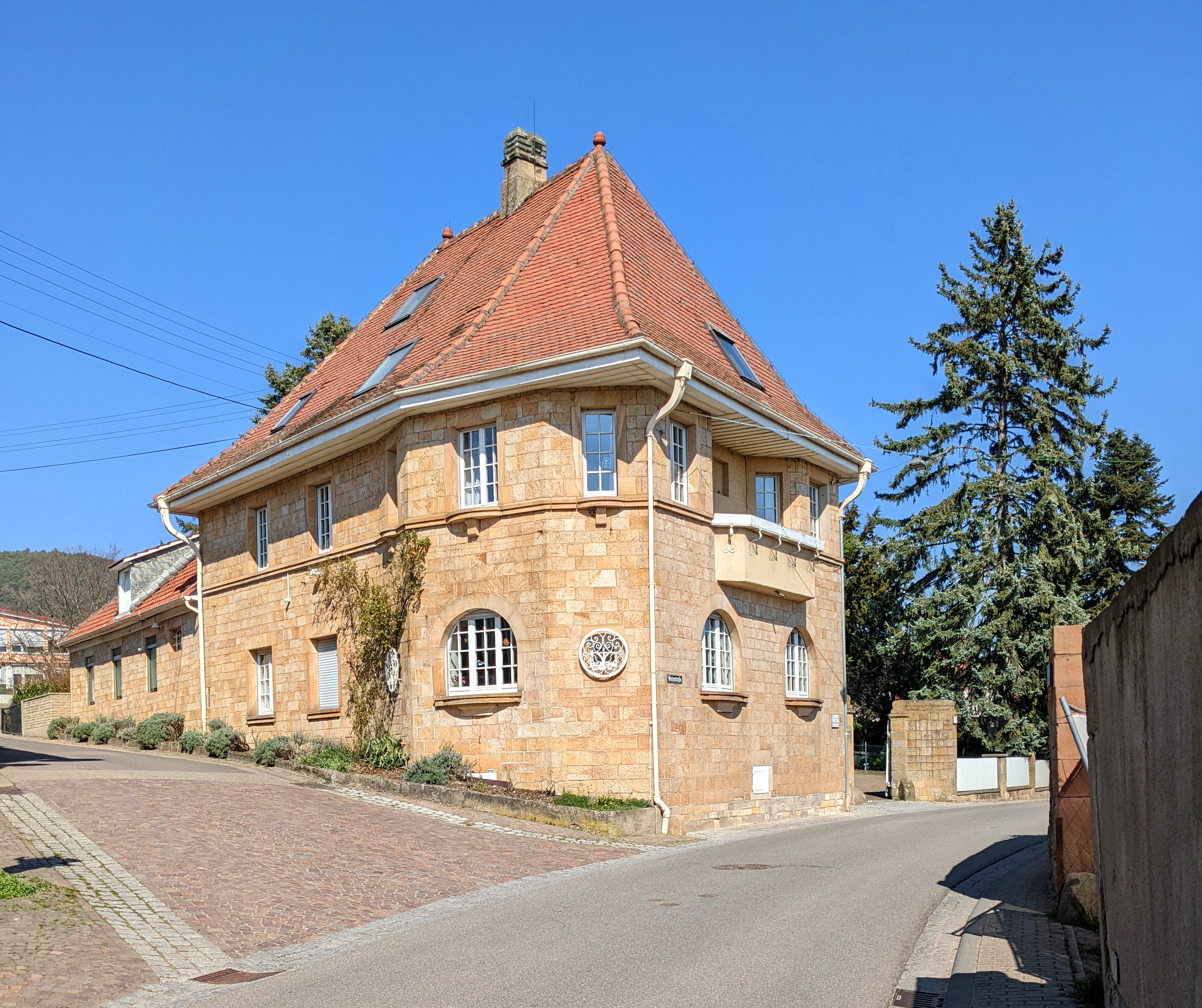
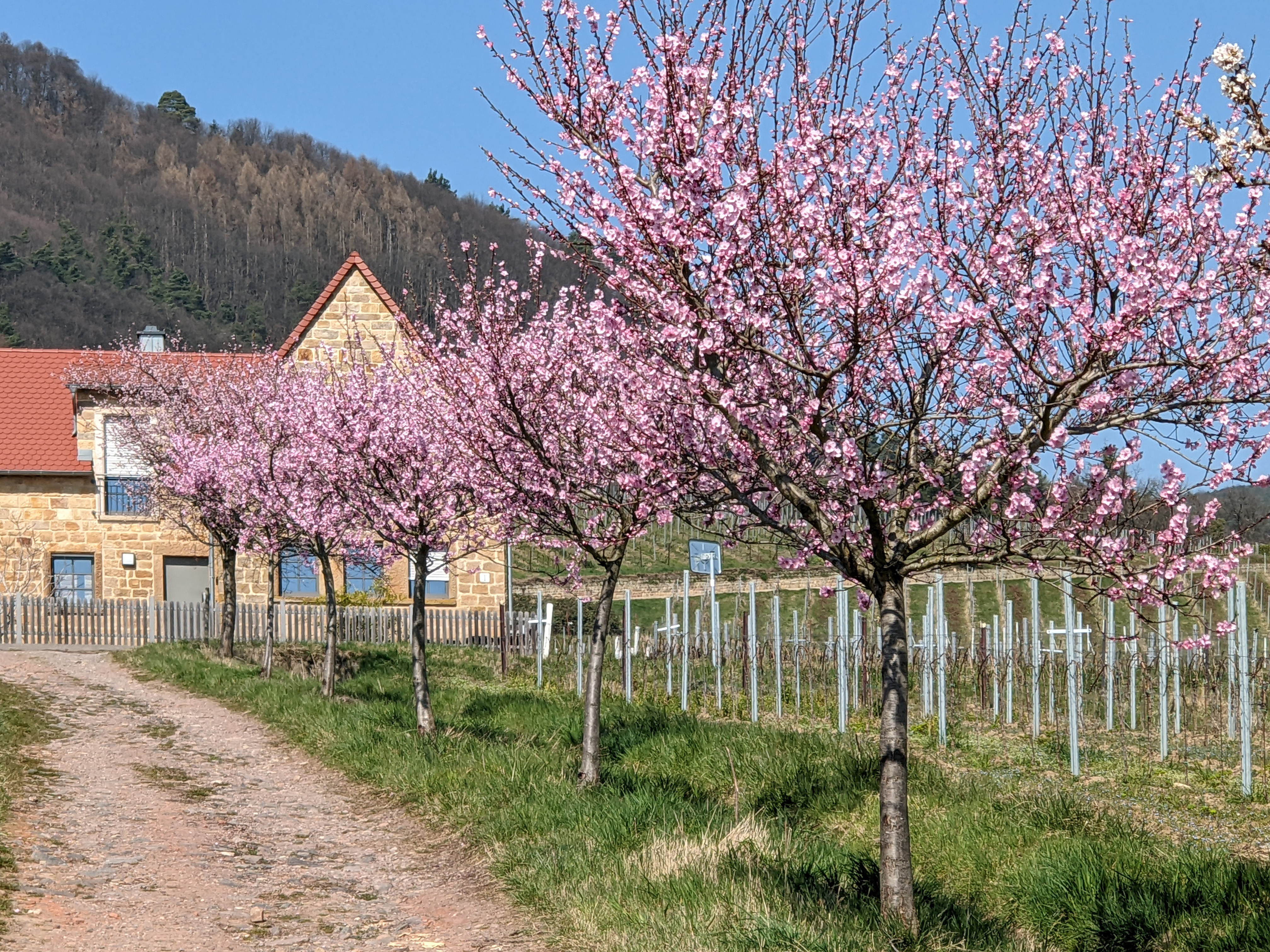
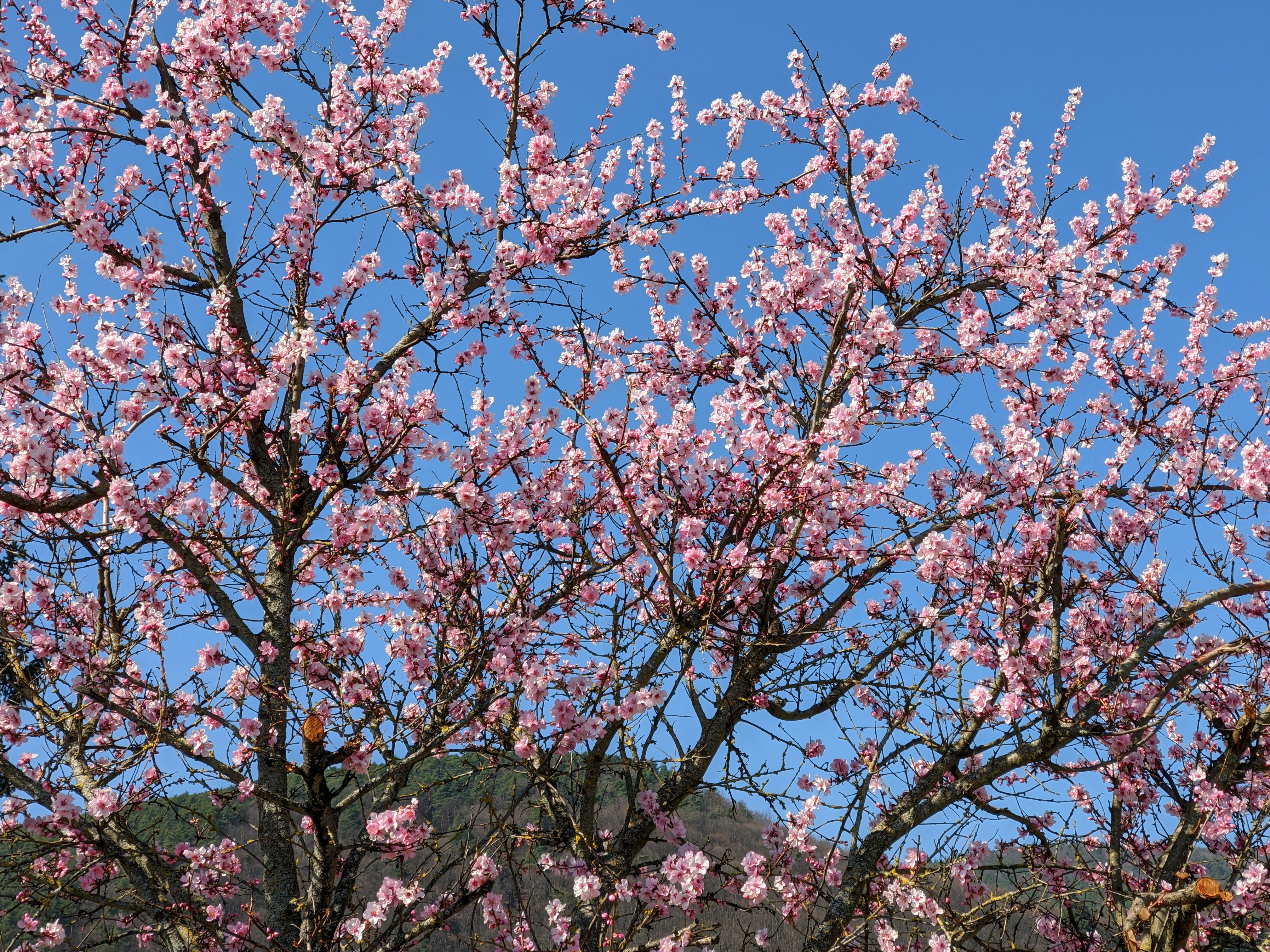
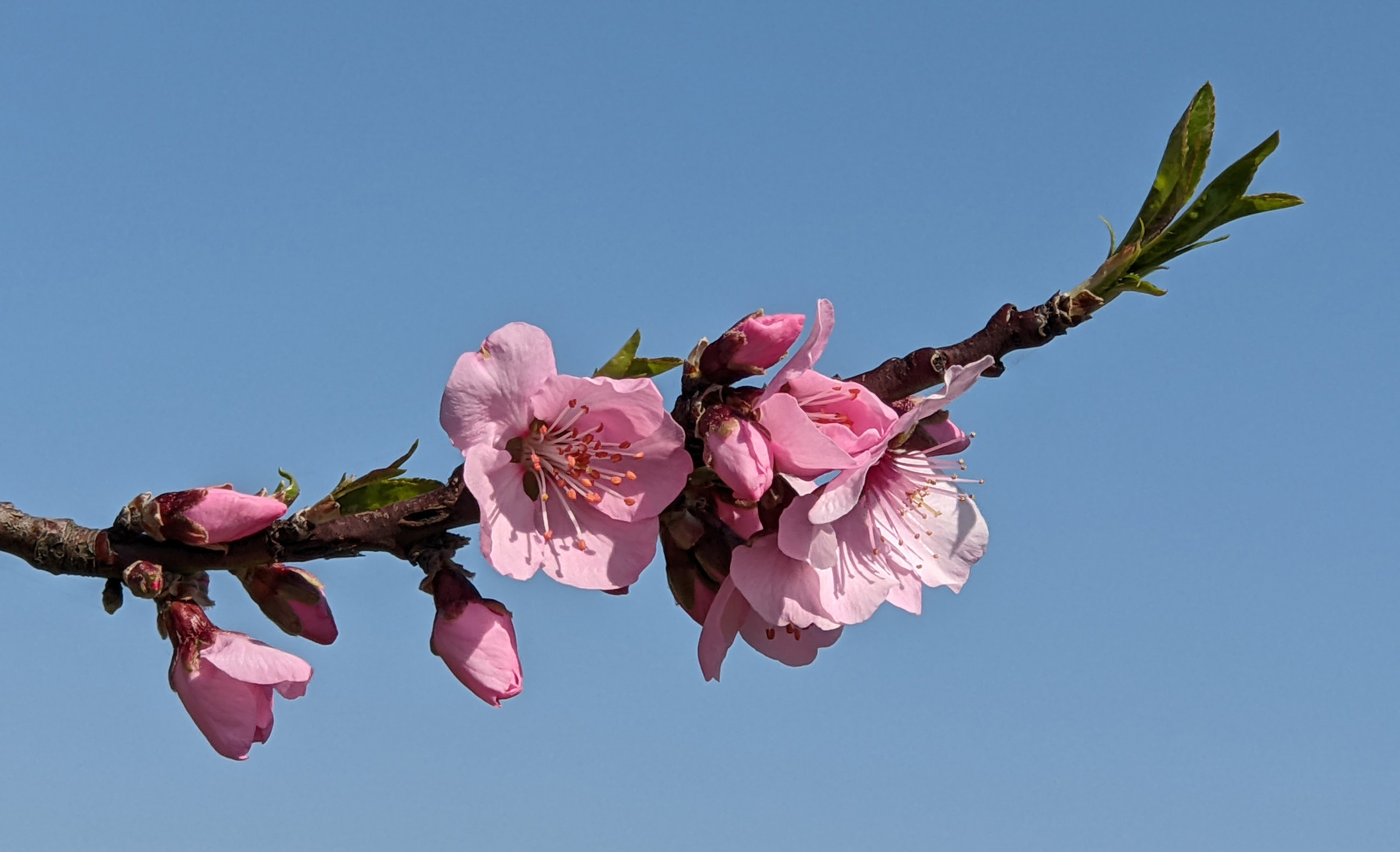